# Honto
honto（ホント）は、大日本印刷が運営するオンライン書店、マルチプラットフォーム型電子書籍配信・販売サイトである。

## 概要
当社は2001年3月21日からパソコン向けの電子書籍配信サイトとして「ウェブの書斎」（ウェブのしょさい）を運営しており、同サイトの機能やコンテンツを大幅に改良・拡充する形で2010年11月25日に「honto」として開始した。当初の対応機種は「ウェブの書斎」を継承し、PC及びiOS端末を対象とした。
なお当社電子書籍の配信事業に際して、2010年8月にNTTドコモとジョイントベンチャーによる新会社を通じてドコモ端末向けへの提供を発表しており、12月21日に両社の合弁会社として株式会社トゥ・ディファクトを設立。2011年1月12日から「2Dfacto」の名称で商用サービスを開始するとともに、hontoの運営主体が大日本印刷からトゥ・ディファクトへ移管された。
電子書籍のフォーマットは「XMDF」・「.Book」・「BS Reader」・「JPEG」など様々な形式で配信されている。なお、2Dfactoはhontoのプラットフォームを使用している為に基本的に配信タイトルは共用（同一）であり、「マルチデバイス1コンテンツ」という同一の購入コンテンツを複数の対応端末で閲覧出来る様に共有する機能の提供をサービス開始時に発表しており、2011年6月に実施された。
電子書籍の購入にあたってはhontoアカウントの登録が必須である。決済方法はクレジットカードとWebMoney（一部コンテンツのみ）のどちらか選択できる。コンテンツ（厳密には供給元の出版社単位）によってはWebMoneyに対応しておらず、「買い物かご」にWebMoney非決済対応コンテンツが混在している場合はクレジットカード払いのみとなる。
hontoや2Dfactoでの電子書籍コンテンツのページにはbk1・丸善ジュンク堂書店・文教堂などDNP系列のオンライン書店サイトの商品ページへのリンクボタンを配置しており、当社としては電子書籍コンテンツと紙の書籍どちらもシームレスに購入できることを狙いとしている。将来的にはhonto上で直接bk1での書籍購入を可能としたり、上記のオンライン書店での購買履歴とbk1以外のリアル書店の購買履歴（ポイントカードの情報からと思われる）をhontoアカウント上に集約して閲覧で着る様にする「ハイブリッド型書店」構想や電子書籍閲覧時の位置情報をアップデートする「Sync機能」の提供構想がある。これらを推進する企業として2010年12月に株式会社hontoをDNPグループの丸善CHIホールディングス子会社として設立し、翌2011年6月に株式会社hontoブックサービスへ改称した。
2012年5月17日にオンライン書店ビーケーワン (bk1)、2014年7月に文教堂が運営したオンライン書店jbook、2016年4月にオンライン書店「MARUZEN & JUNKUDOネットストア」がhontoにそれぞれ統合された。
2018年7月1日に運営会社が2Dfactoから親会社の大日本印刷に変更された。
2024年3月31日に紙の書籍の通販サービスを終了し、オンライン書店としての通販サービスはe-honと連携することを発表した。 電子書籍サービスおよびリアル書店のポイントサービスは継続するが、電子書籍割引サービスであった読割50は廃止される。

## 対応端末
端末に応じて専用の閲覧アプリケーション（ビューワー）をダウンロード・インストールする必要がある。電子書籍コンテンツについてもデータをアプリケーションがインストールされた端末へダウンロードのうえ閲覧する。各アプリのダウンロードサイトへはhontoあるいは2Dfactoサイトからリンクされている。
- Windows PC（7 SP1/8/8.1/10） - 「hontoアプリ」（Windows 7 については、Starter エディションを除く。）
- MacOS（OS X 10.10 Yosemite 以降） - 「hontoアプリ」（閲覧可能なコンテンツタイプは「EPUB」のみ）
- iPhone - 「honto BOOKアプリ」（iTunes Storeからダウンロード）
- iPad - 「honto COMICアプリ」（同上）
- ドコモスマートフォン（Android）端末 - 「BOOKストア 2Dfacto」（Android Marketからダウンロード）
- ドコモ タブレット（Android）端末 - 「BOOKストア 2Dfacto」（同上）
- au・ソフトバンクモバイルのAndroidスマートフォン端末 - 「hontoアプリ」（同上、2011年9月22日から[13]）

2011年6月より「マルチデバイス1コンテンツ」施策の実行により、hontoサイトと2Dfactoでの購入コンテンツが共用化された。これに伴い閲覧したい対応端末を登録することにより（台数制限あり）、複数の異なる端末間でダウンロードの上に閲覧することが可能となった。なお、ダウンロード期限は一部を除き無期限。